# Elobey, Annobón et Corisco
Elobey, Annobón et Corisco était une colonie espagnole d'Afrique, comprenant les îles d'Elobey Grande, Elobey Chico, Annobón et Corisco, situées dans le golfe de Guinée. Sa superficie totale est de moins de 14 miles carrés (donc, 14 Kilomètres carrés) pour une population estimée en 1910 à 2 950 personnes. La capitale était Santa Isabel. Les îles font maintenant partie de la Guinée équatoriale.

## Philatélie

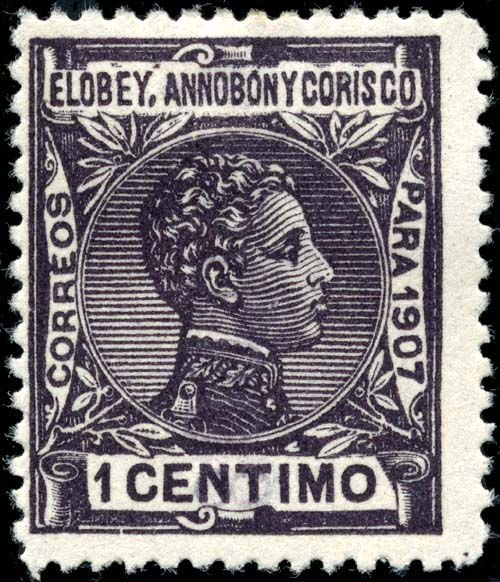
1 centimo, 1907.

Cette colonie est connue des philatélistes pour avoir édité ses propres timbres entre 1903 et 1910. Le premier représentait le profil du jeune Alphonse XIII d'Espagne, et consistait en une série de 18 valeurs faciales d'1/4 centimes à 10 pesetas. Cette série fut réimprimée, avec la mention "1905".
En 1906, les 1c, 2c, 3c et 4c furent réévalués en 10c, 15c, 25c et 50c, utilisant un cadre avec la valeur et "1906". Il existe une série de 1907 de seize valeurs mises à jour avec un profil plus ancien d'Alphonse XIII. Plusieurs de ces valeurs furent réévaluées entre 1908 et 1910. Au total, plus de 72 éditions sont identifiés dans le catalogue Yvert. Cependant, très rares furent les timbres utilisés, car la population très pauvre, était majoritairement analphabète. Les timbres avaient plutôt une fonction de propagande, pour véhiculer que l 'Espagne restait une puissance coloniale, après sa défaite dans la guerre contre les états-Unis, en 1898, ou elle perdit le plus gros des colonies qui lui restait : Philippines, Cuba, Porto Rico, etc. 
à l'époque, ces timbres sont très diffusés, surtout en Europe, et étaient accessibles même pour les bourses les plus modestes. Par exemple, à l'époque, la marque Française de Chocolat Pupier qui offrait des timbres dans ses plaques de chocolat pour les jeunes, plaçait souvent des timbres de cette colonie Espagnole, qui étaient dans les moins chers du monde, et considérés comme "fantaisistes" par les philatélistes.       
Les îles utilisèrent ensuite les timbres de la Guinée espagnole.